# Cèpe blanc
Boletus edulis f. albus, Boletus persoonii
Forme
Boletus edulis f. albus, auparavant Boletus persoonii, le Cèpe blanc, est la forme albinique entièrement blanche du Cèpe de Bordeaux (Boletus edulis) appartenant au genre Boletus dans la famille des Boletaceae. Érigée auparavant en tant qu'espèce indépendante, cette forme très rare se distingue du B. edulis type par son chapeau et son pied totalement blancs.

## Taxonomie
Le nom correct complet (avec auteur) de ce taxon est Boletus edulis f. albus (Pers.) J.A. Muñoz,.
Il a été initialement classé dans le genre Boletus sous le basionyme Boletus esculentus var. albus Pers.

### Synonymes
Boletus edulis f. albus a pour synonymes :
- Tubiporus albus Paulet
- Boletus albus Persoon
- Boletus esculentus var. albus Persoon
- Boletus edulis var. albus (Persoon) E.-J. Gilbert
- Boletus persoonii Bon

### Phylogénie
Le Cèpe blanc était d'abord considéré comme une espèce indépendante sous le nom de Boletus persoonii, avant que les analyses génétiques ne révèlent sa conspécificité avec Boletus edulis, ce qui a eu pour conséquence de le faire basculer au rang de forme de ce dernier.

### Étymologie
L'épithète spécifique de l'ancien taxon est en hommage à Christiaan Hendrik Persoon, tandis que celui de son taxon actuel "albus" fait réfèrence à la couleur blanche "albinique" de cette forme.

### Noms vulgaires et vernaculaires
Cèpe Blanc, Cèpe de Persoon.

## Description du sporophore
Les bolets sont des champignons dont l’hyménophore, constitué de tubes et terminés par des pores, se sépare facilement de la chair du chapeau. Ce chapeau d'abord rond, recouvert d'une cuticule, devient convexe à mesure qu’il vieillit. Ils ont un pied (stipe) central assez épais et une chair compacte. Les caractéristiques morphologiques de Boletus edulis f. albus, le Cèpe blanc, sont les suivantes :
Son chapeau est blanc de neige à blanchâtre jusqu'à la fin ou devenant parfois plus ou moins beige ou avec quelques zones légèrement brunâtres (l'ensoleillement n'ayant que peu ou pas d'influence sur la teinte) ; revêtement piléique lisse, glabre, un peu visqueux par temps humide.
L'hyménophore présente des pores et des tubes d'abord blancs.
Son stipe est blanc, généralement orné par un fin réseau en relief, concolore, brunissant légèrement au toucher ou par vétusté.
La chair est blanche, immuable. Sa saveur et son odeur sont identiques au Cèpe de Bordeaux.

### Caractéristiques microscopiques
Ses spores mesurent 14,5 à 17,5 μm x 5 à 6,5 μm.

## Galerie

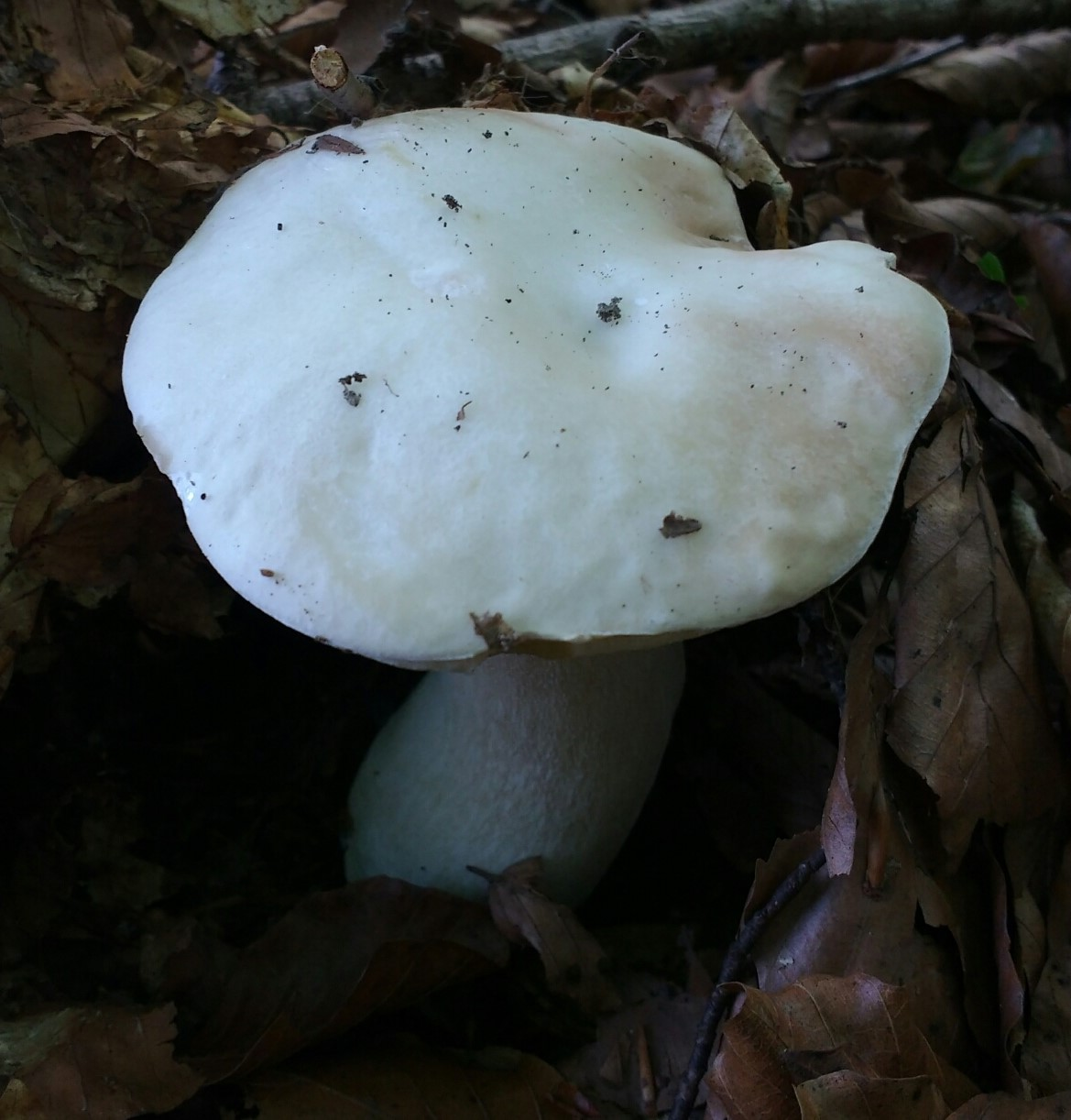
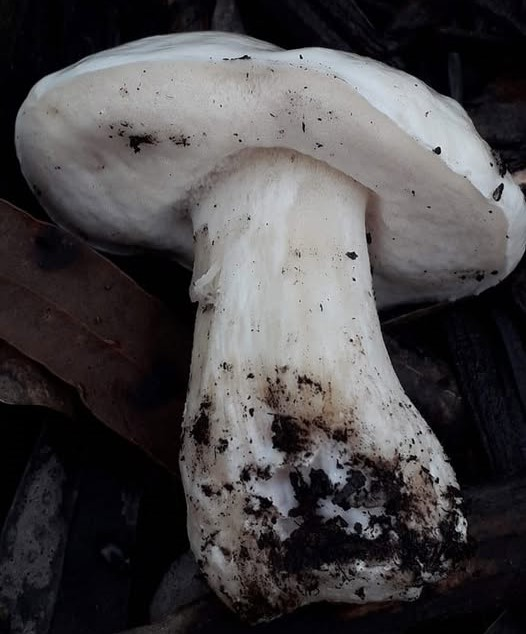
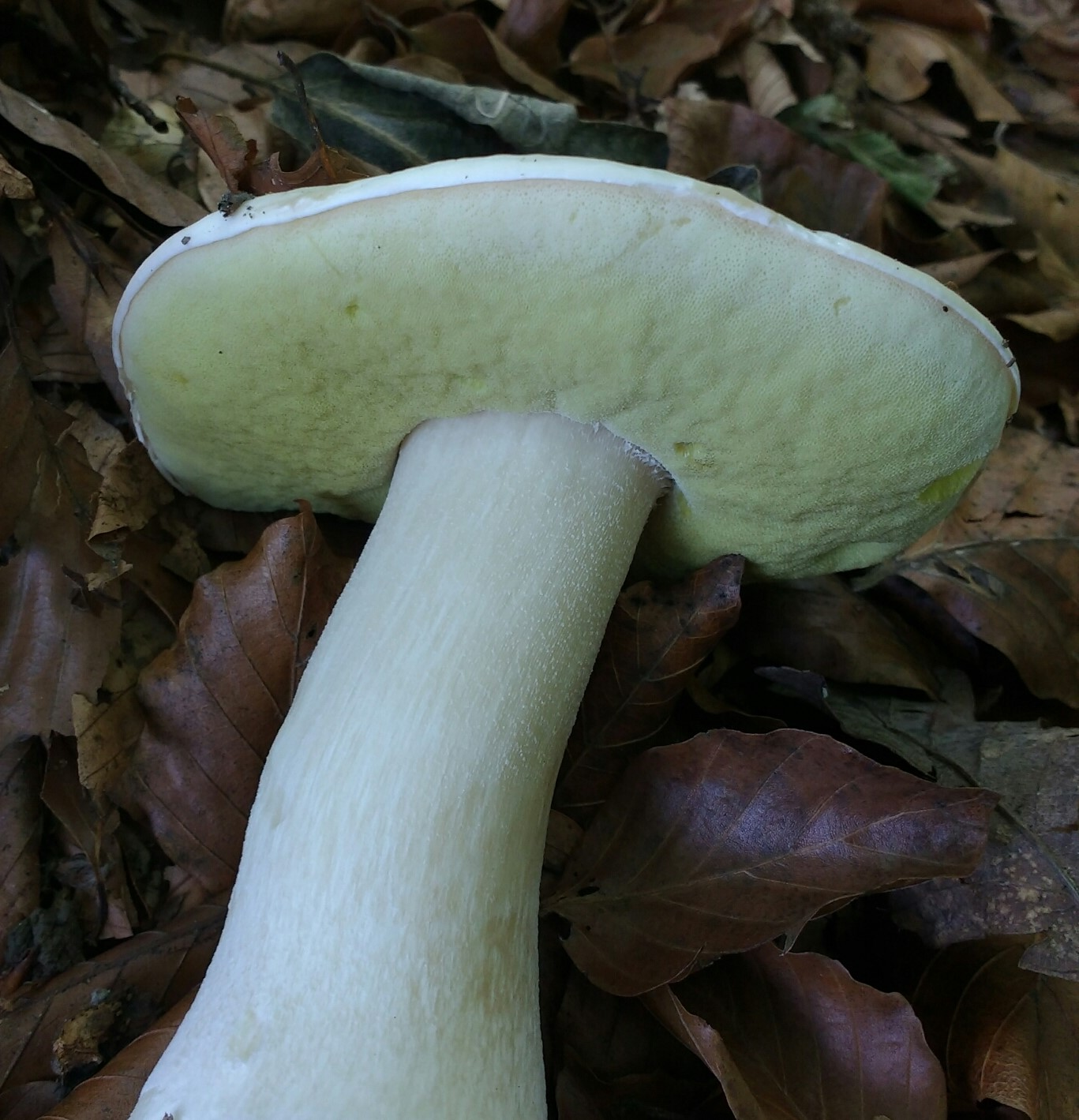
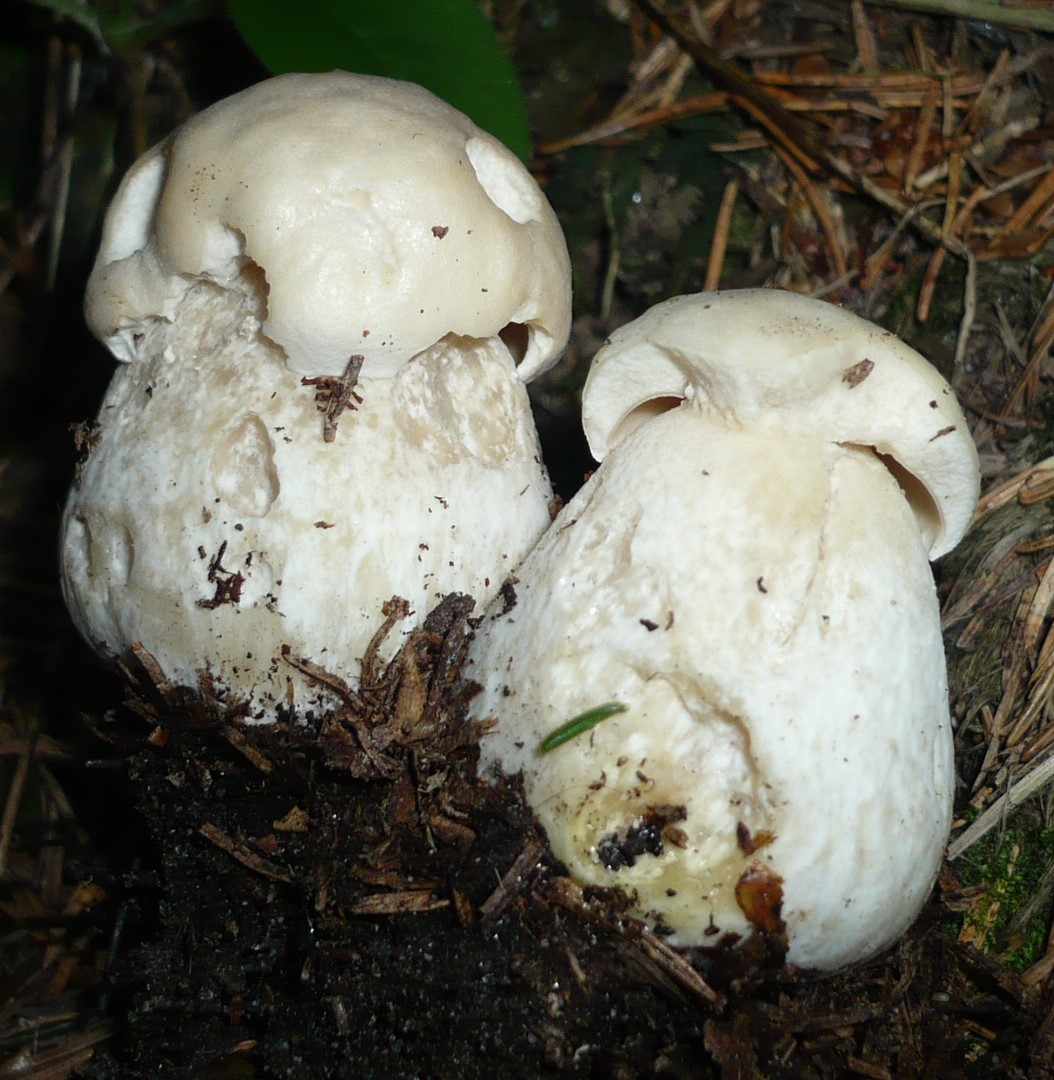

## Habitat et distribution
Le Cèpe blanc pousse sous feuillus et résineux. Il est très rare.

## Statut de conservation

### Régional
- Alsace : classement de ce taxon en catégorie VU (Vulnérable) au niveau régional[5].
- Franche-Comté : classement de cette espèce en catégorie EN (En danger) au niveau régional[6].

## Comestibilité
Étant de facto un Cèpe de Bordeaux, le Cèpe blanc est au même titre un bon comestible. Cependant, sa grande rareté devrait inciter à ne pas le consommer.

## Confusions possibles
- Attention à ne pas le confondre avec un Cèpe parasité par Hypomyces chrysospermus, qui rend le sporophore blanc et surtout impropre à la consommation. Cependant, le sporophore infecté prend assez rapidement une silhouette déformée ou torturée, les taches blanches peuvent être localisées et H. chrysospermus devient jaune à maturité.
- Le Cèpe d'été (Boletus reticulatus), possède lui aussi une très rare forme blanche, non décrite.
- D'autres espèces de bolets entièrement blancs pourraient rappeler le Cèpe blanc, mais leur silhouette et d'autres caractéristiques sont souvent assez évidentes pour faire la différence, tels que Leccinum holopus, Leccinum cyaneobasileucum ou Suillus placidus.